# Флаг Токелау
В настоящее время Токелау является зависимой территорией Новой Зеландии. Официальным государственным флагом Токелау до 2009 года являлся флаг Новой Зеландии. Однако часто населением государства использовался неофициальный альтернативный флаг, три звезды на котором представляли собой три атолла, составляющие острова Токелау.
В июне 2007 года парламент Токелау принял решение об утверждении флага, гимна и национального символа Токелау. Проект флага представлял собой синее полотнище с изображением стилизованного полинезийского каноэ и четырёх звёзд. Звёзды символизировали три атолла (Атафу, Нукунону и Факаофо) и также остров Суэйнс, культурно и исторически являющийся частью Токелау, но административно и политически — под управлением Американского Самоа. Расположение звёзд на флаге символизировало географическое расположение островов.
В мае 2008 года, парламент Токелау одобрил заключительные версии национальных символов. В отличие от предыдущего проекта флага, расположение звёзд стало символизировать созвездие Южный Крест.
7 сентября 2009 года, генерал-губернатором был представлен новый флаг Токелау, первое официальное поднятие которого состоялось 21 октября 2009 года.

Флаг Новой Зеландии

Проект флага 1980 г.